# Équilibre (salle de spectacle)
Pour les articles homonymes, voir Équilibre.
 (novembre 2023).
Si vous disposez d'ouvrages ou d'articles de référence ou si vous connaissez des sites web de qualité traitant du thème abordé ici, merci de compléter l'article en donnant les références utiles à sa vérifiabilité et en les liant à la section « Notes et références ».
Équilibre est un théâtre de diffusion accueillant une à deux créations par saison, située en plein centre de la ville de Fribourg, en Suisse. La capacité de la salle est de 681 places (hors strapontins).

## Fondation Équilibre et Nuithonie
La Fondation Équilibre et Nuithonie est composée à la fois d’un théâtre d’accueil et d’un centre de création basés dans le canton de Fribourg. Elle s’articule autour de trois salles, dont les capacités sont de 700, 460 et 110 places, de trois studios de répétition, d’un espace d’exposition et de deux ateliers. 
Elle a pour mission de programmer une saison d’accueil nationale et internationale, tout en soutenant la création théâtrale et chorégraphique régionale et nationale. 
Équilibre et Nuithonie présentent les arts de la scène dans toute leur diversité : théâtre, danse, musique, opéra, chanson, nouveau cirque, théâtre jeune public, etc.

## Exploitation
La Fondation est reconnue d’utilité publique. Elle ne vise aucun but lucratif. En 2016, la Fondation Equilibre et Nuithonie a proposé 63 spectacles à l’abonnement dans le cadre de sa saison pour un total de 160 représentations publiques. 
Équilibre diffuse essentiellement dans sa programmation du théâtre et de la danse, à dominante internationale (Carolyn Carlson, Festival STEPS, Yacobson Ballet, Akram Khan, Compagnie Jean-Claude Gallotta, Mourad Merzouki...). Une place est laissée chaque saison à la musique (Stephan Eicher, Robert Charlebois, l'Orchestre de Chambre Fribourgeois...) et au nouveau cirque.
Équilibre accueille aussi chaque saison en location les Theater in Freiburg (théâtre en langue allemande), l'Opéra de Fribourg et la Société des Concerts. Son plateau, sa salle de conférence et son studio de répétitions sont régulièrement loués par les sociétés et entreprises locales.